# Jan Henne
Pour les articles homonymes, voir Henne.
Jan Margo Henne, née le 11 août 1947 à Oakland (Californie), est une nageuse américaine.

## Biographie
Aux Jeux olympiques d'été de 1968 à Mexico, Jan Henne participe à cinq épreuves :
- elle est sacrée championne olympique du 100 mètres nage libre ;
- elle est sacrée championne olympique du relais 4x100 mètres nage libre ;
- elle est médaillée d'argent du 200 mètres nage libre ;
- elle est médaillée de bronze du 200 mètres quatre nages ;
- elle participe aux séries du relais 4x100 mètres quatre nages, mais ne fait pas partie du relais final remporté par les Américaines.

Elle est admise au sein de l'International Swimming Hall of Fame en 1979.